# Боевой состав советских войск в Советско-японской войне
Боевой состав советских войск в советско-японской войне — формирования ВС СССР участвовавшие в Советско-японской войне.

## Главное командование советских войск на Дальнем Востоке
Главное командование советских войск на Дальнем Востоке создано 30 июля 1945 года. Командующий Маршал Советского Союза Василевский А. М., начальник штаба генерал-полковник Иванов С. П..

### 1-й Дальневосточный фронт
Командующий — Маршал Советского Союза Мерецков К. А., начальник штаба — генерал-лейтенант Крутиков А. Н.

#### 1-я Краснознамённая армия
Командующий — генерал-полковник Белобородов А. П., начальник штаба — генерал-майор Масленников Ф. Ф.
- 26-й стрелковый корпус (генерал-майор Скворцов А. В.)
  - 22-я стрелковая дивизия (генерал-майор Свирс Н. К.)
  - 59-я стрелковая дивизия (генерал-майор Батраков М. С.)
  - 300-я стрелковая дивизия (генерал-майор Черепанов К. Г., с 15 августа — полковник Лубягин[1])
- 59-й стрелковый корпус (генерал-лейтенант Хетагуров Г. И..)
  - 39-я стрелковая дивизия (генерал-майор Семёнов В. А.)
  - 231-я стрелковая дивизия (генерал-майор Тимошенко Я. Е.)
  - 365-я стрелковая дивизия (полковник Гвоздиков М. К.)
- 33-я зенитная артиллерийская дивизия РГК

#### 5-я армия
Командующий — генерал-полковник Крылов Н. И., начальник штаба — генерал-лейтенант Прихидько Н. Я.
- 65-й стрелковый корпус (генерал-майор Перекрестов, Г. Н.)
  - 97-я стрелковая дивизия (генерал-майор Макарьев А. К.)
  - 144-я стрелковая дивизия (полковник Зорин Н. Т.)
  - 190-я стрелковая дивизия (полковник Ставцев Н. Г.)
  - 371-я стрелковая дивизия (полковник Логинов А. С.)
- 45-й стрелковый корпус (генерал-майор Иванов Н. И.)
  - 157-я стрелковая дивизия (полковник Кусакин Н. Ф.)
  - 159-я стрелковая дивизия
  - 184-я стрелковая дивизия (генерал-майор Городовиков Б. Б.)
- 72-й стрелковый корпус (генерал-майор Казарцев А. И.)
  - 63-я стрелковая дивизия
  - 215-я стрелковая дивизия (генерал-майор Казарян А. А.)
  - 277-я стрелковая дивизия (генерал-майор Гладышев С. Т.)
- 17-й стрелковый корпус (11 августа передан в состав 25-й армии)
  - 187-я стрелковая дивизия (генерал-майор Савин И. М.)
  - 366-я стрелковая дивизия (полковник Мануйлов И. А.)
- 48-я зенитно-артиллерийская дивизия

#### 25-я армия
Командующий — генерал-полковник Чистяков И. М., начальник штаба — генерал-лейтенант Пеньковский В. А.
- 39-й стрелковый корпус (генерал-майор Морозов А. М.)
  - 40-я стрелковая дивизия (полковник Сопельцев З. Д.[2], по другим данным — полковник Цыпленков С. Г.[3])
  - 384-я стрелковая дивизия (генерал-майор Мамаев П. А.)
  - 386-я стрелковая дивизия (полковник Туголуков С. А.)
- 393-я стрелковая дивизия (полковник Исаков Ф. А.)

#### 35-я армия
Командующий — генерал-лейтенант Захватаев Н. Д., начальник штаба — генерал-майор Иванов С. А.
- 66-я стрелковая дивизия (полковник Нестеров Ф. К.)
- 264-я стрелковая дивизия (генерал-майор Виноградов Б. Л.)
- 363-я стрелковая дивизия (полковник Печененко С. Д.)

#### 9-я воздушная армия
Командующий — генерал-полковник авиации Соколов И. М., начальник штаба — генерал-майор авиации Степанов А. В.
- 19-й бомбардировочный авиационный корпус (генерал-лейтенант авиации Волков Н. А.)
  - 33-я бомбардировочная Краснознаменная авиационная дивизия (полковник Коробейников Т. С.)[4][5]
    - 10-й бомбардировочный авиационный полк (Ил-4)[5];
    - 290-й бомбардировочный авиационный полк (Ил-4)[5];
    - 442-й бомбардировочный авиационный полк (Ил-4)[5];

  - 55-я бомбардировочная авиационная дивизия (Ил-4)[5]:
    - 303-й бомбардировочный авиационный полк (Ил-4)[5];
    - 443-й бомбардировочный авиационный полк (Ил-4)[5];
    - 444-й бомбардировочный авиационный полк (Ил-4)[5];

  - 94-я отдельная авиационная эскадрилья связи;
  - 18-й отдельный батальон связи;
  - 102-я отдельная рота связи;
  - 3153-я военно-почтовая станция.
- 34-я бомбардировочная авиационная дивизия (полковник Калинушкин М. Н.)[5]:
  - 36-й бомбардировочный авиационный полк[5];
  - 59-й бомбардировочный авиационный полк[5];
  - 538-й бомбардировочный авиационный полк[5];
  - 531-й истребительный авиационный полк (Як-9М)[5].
- 251-я штурмовая авиационная дивизия (полковник Кислов А. А.)[5]:
  - 78-й штурмовой авиационный полк Ил-2[5],
  - 536-й штурмовой авиационный полк Ил-2[5],
  - 972-й штурмовой авиационный полк Ил-2[5],
- 252-я штурмовая авиационная дивизия (подполковник, с 30.08.45 г. полковник Макаров В. Х.)[5]:
  - 75-й штурмовой авиационный полк Ил-2[5],
  - 77-й штурмовой авиационный полк Ил-2[5],
  - 537-й штурмовой авиационный полк Ил-2[5],
  - 906-й штурмовой авиационный полк Ил-2[5],
- 32-я истребительная авиационная дивизия (полковник Федоренко Г. С.)[5]:
  - 47-й истребительный авиационный полк[5];
  - 304-й истребительный авиационный полк[5];
  - 535-й истребительный авиационный полк[5];
  - 776-й истребительный авиационный полк[5];
- 249-я истребительная авиационная дивизия (полковник Кондрат Е. Ф.)[5]:
  - 5-й истребительный авиационный полк (Як-3)[5];
  - 305-й истребительный авиационный полк (Як-9М)[5];
  - 582-й истребительный авиационный полк (Ла-5 и Ла-7)[5];
  - 781-й истребительный авиационный полк (Як-9)[5];
- 250-я истребительная авиационная дивизия (полковник Немцевич Ю. А.)[5]:
  - 48-й истребительный авиационный полк (Як-9)[5];
  - 361-й истребительный авиационный полк (Як-9)[5];
  - 917-й истребительный авиационный полк (Ла-7)[5];
  - 913-й истребительный авиационный полк (Ла-7)[5].

#### Чугуевская оперативная группа
Командующий — генерал-лейтенант Парусинов Ф. А., затем — генерал-лейтенант Зайцев В. А.
- 335-я стрелковая дивизия (полковник Волков А. А.)
- 355-я стрелковая дивизия (полковник Абакумов С. Г.)

#### Приморская армия ПВО
Командующий — генерал-лейтенант артиллерии Герасимов А. В.)
- 11-й корпус ПВО (полковник Морозов И. Ф.)
- 95-я дивизия ПВО
- 96-я дивизия ПВО
- 147-я истребительная авиационная дивизия
  - 34-й истребительный авиационный полк ПВО
  - 404-й истребительный авиационный полк ПВО
  - 429-й истребительный авиационный полк ПВО
  - 564-й истребительный авиационный полк ПВО

#### Резерв фронта
- 10-й механизированный корпус[прим. 1] (генерал-лейтенант танковых войск Васильев И. Д.)
- 87-й стрелковый корпус
  - 342-я стрелковая дивизия (генерал-майор Муратов А. О.)
  - 345-я стрелковая дивизия (полковник Пьянков В. В.)
- 88-й стрелковый корпус[прим. 2] (генерал-лейтенант Ловягин П. Е.)
  - 105-я стрелковая дивизия (генерал-майор Себер В. И.)
  - 258-я стрелковая дивизия (полковник Дмитриев П. В.)
- 126-й лёгкий горнострелковый корпус (генерал-майор Соловьев В. Н.)

### 2-й Дальневосточный фронт
Командующий — генерал армии Пуркаев М. А., начальник штаба — генерал-лейтенант Шевченко Ф. И.

#### 2-я Краснознамённая армия
Командующий — генерал-лейтенант танковых войск Терёхин М. Ф., начальник штаба — генерал-майор Можаев С. Ф.
- 3-я стрелковая дивизия (генерал-майор Демин П. П.)
- 12-я стрелковая дивизия (генерал-майор Крючков А. И.)
- 396-я стрелковая дивизия (полковник Фочкин С. М.)

#### 15-я армия
Командующий — генерал-лейтенант Мамонов С. К., начальник штаба — генерал-майор Прощаев В. А.
- 34-я стрелковая дивизия (генерал-майор Коломиец С. В.)
- 255-я стрелковая дивизия (полковник Сухов И. М.)
- 361-я стрелковая дивизия (подполковник Оганезов А. К.)
- 388-я стрелковая дивизия (полковник Мулин Н. Ф.)
- 73-я зенитно-артиллерийская дивизия

#### 16-я армия
Командующий — генерал-майор Черемисов Л. Г.
- 56-й стрелковый корпус (генерал-майор Дьяконов А. А.)
  - 79-я стрелковая дивизия (генерал-майор Батуров И. П.)

#### 10-я Воздушная армия
Командующий — генерал-полковник авиации Жигарев П. Ф., начальник штаба — генерал-майор авиации Лаврик С. А.
- 18-й смешанный авиационный корпус (генерал-майор авиации Нюхтилин В. Ф.)
  - 96-я штурмовая авиационная дивизия (подполковник, с 30.08.45 г. — полковник Кочергин И. А.)
  - 296-я истребительная авиационная дивизия (полковник Мищенко Ф. М.)
  - 777-й истребительный авиационный полк
  - 140-я отдельная разведывательная авиационная эскадрилья
- 83-я бомбардировочная авиационная дивизия (полковник Володин М. С.)
  - 581-й бомбардировочный авиационный полк (Пе-2);
  - 782-й бомбардировочный авиационный полк (Пе-2).
- 128-я смешанная авиационная дивизия (подполковник Еремин М. А.):
  - 888-й истребительный авиационный полк
  - 903-й бомбардировочный авиационный полк
  - 410-й штурмовой авиационный полк (до 14.08.1945 г.)
  - 410-й истребительный авиационный полк (с 14.08.1945 г.)
  - 2-й отдельный морской бомбардировочный авиационный пограничный полк ВВС ВМФ (в оперативном подчинении)
- 255-я смешанная авиационная дивизия:
  - 610-й истребительный авиационный полк[7]
  - 936-й истребительный авиационный полк[7]
  - 79-й бомбардировочный авиационный полк[7]
  - 73-й бомбардировочный авиационный полк[7]
  - 10-я отдельная разведывательная авиационная эскадрилья[7]
  - 30-е отдельное корректировочное авиационное звено[7]
  - отдельная авиационная эскадрилья самолётов Ил-2[7]
- 253-я штурмовая авиационная дивизия (подполковник Цедрик К. Т.):
  - 76-й штурмовой авиационный полк
  - 139-й штурмовой авиационный полк
  - 692-й штурмовой авиационный полк
  - 849-й штурмовой авиационный полк
- 29-я истребительная авиационная дивизия (полковник Горлов Н. Р.):
  - 307-й истребительный авиационный полк
  - 308-й истребительный авиационный полк
  - 528-й истребительный авиационный полк
  - 911-й истребительный авиационный полк
- 254-я истребительная авиационная дивизия (подполковник, с 30.08.45 г. — полковник Силаев Н. А.)
  - 300-й истребительный авиационный полк
  - 301-й истребительный авиационный полк
  - 302-й истребительный авиационный полк
  - 912-й истребительный авиационный полк

#### Приамурская армия ПВО
Командующий — генерал-майор артиллерии Поляков Я. К., начальник штаба — генерал-майор Кобленц Г. М.
- 3-й корпус ПВО (генерал-майор артиллерии Лярский И. Г.)
- 15-й корпус ПВО (генерал-майор артиллерии Межинский Г. П.)
- 97-я дивизия ПВО
- 98-я дивизия ПВО
- 149-я истребительная авиационная дивизия
  - 3-й истребительный авиационный полк ПВО
  - 18-й истребительный авиационный полк ПВО
  - 60-й истребительный авиационный полк ПВО
  - 400-й истребительный авиационный полк ПВО

#### Резерв фронта
- Камчатский оборонительный район (генерал-майор Гнечко А. Р.)
  - 101-я стрелковая дивизия (генерал-майор Дьяков П. И.)
- 5-й стрелковый корпус (генерал-майор Пашков И. З.)
  - 35-я стрелковая дивизия (генерал-майор Василевич Г. А.)
  - 390-я стрелковая дивизия (полковник Тепляков И. А.)

### Забайкальский фронт
Командующий — Маршал Советского Союза Малиновский Р. Я., начальник штаба — генерал армии Захаров М. В.

#### 17-я армия
Командующий — генерал-лейтенант Данилов А. И., начальник штаба — генерал-майор Спиров А. Я.
- 209-я стрелковая дивизия (полковник Дубовик В. А.)
- 278-я стрелковая дивизия (полковник Лазарев К. А.)
- 284-я стрелковая дивизия (полковник Баджелидзе А. Ю.)

#### 36-я армия
Командующий — генерал-полковник Лучинский А. А., начальник штаба — генерал-майор Иванов Е. В.
- 2-й стрелковый корпус
  - 103-я стрелковая дивизия (генерал-майор Соловьёв В. А.)
  - 275-я стрелковая дивизия (полковник Майоров К. Ф.)
  - 292-я стрелковая дивизия (генерал-майор Полянский Н. И.)
- 86-й стрелковый корпус (генерал-майор Ревуненков Г. В.)
  - 94-я стрелковая дивизия (генерал-майор Замахаев И. В.)
  - 210-я стрелковая дивизия (полковник Банюк Н. И.)
- 293-я стрелковая дивизия (полковник Сгибнев С. М.)
- 298-я стрелковая дивизия (полковник Гузенко С. С.)
- 7-я зенитно-артиллерийская дивизия

#### 39-я армия
Командующий — генерал-полковник Людников И. И., начальник штаба — генерал-майор Симиновский М. И.
- 113-й стрелковый корпус (генерал-лейтенант Олешев Н. Н.)
  - 192-я стрелковая дивизия (генерал-майор Басанец Л. Г.)
  - 262-я стрелковая дивизия (генерал-майор Усачёв З. Н.)
  - 338-я стрелковая дивизия (генерал-майор Лозанович Л. Н.)
- 94-й стрелковый корпус (генерал-майор Попов И. И.)
  - 124-я стрелковая дивизия (генерал-майор Папченко М. Д.)
  - 221-я стрелковая дивизия (генерал-майор Кушнаренко В. Н.)
  - 358-я стрелковая дивизия (генерал-майор Зарецкий П. Ф.)
- 5-й гвардейский стрелковый корпус (генерал-лейтенант Безуглый И. С.)
  - 17-я гвардейская стрелковая дивизия (генерал-майор Квашнин А. П.)
  - 19-я гвардейская стрелковая дивизия (генерал-майор Бибиков П. Н.)
  - 91-я гвардейская стрелковая дивизия (генерал-майор Кожанов В. И.)
- 5-й артиллерийский корпус прорыва (генерал-майор артиллерии Алексеев Л. Н.)
  - 3-я гвардейская артиллерийская дивизия прорыва (генерал-майор артиллерии Попов С. Е.)
  - 6-я гвардейская артиллерийская дивизия прорыва
  - 14-я зенитно-артиллерийская дивизия
- 61-я танковая дивизия (полковник Воронков Г. И.)

#### 53-я армия
Командующий — генерал-полковник Манагаров И. М., начальник штаба — генерал-майор Яковлев А. Е.
- 18-й гвардейский стрелковый корпус (генерал-лейтенант Афонин И. М.)
  - 109-я гвардейская стрелковая дивизия (полковник Балдынов И. В.)
  - 110-я гвардейская стрелковая дивизия (генерал-майор Криволапов Г. А.)
  - 1-я гвардейская воздушно-десантная дивизия (генерал-майор Соболев Д. Ф.)
- 49-й стрелковый корпус (генерал-лейтенант Терентьев Г. Н.)
  - 6-я стрелковая дивизия
  - 243-я стрелковая дивизия (полковник Бушин М. А.)
- 57-й стрелковый корпус (генерал-лейтенант Сафиулин Г. Б.)
  - 52-я стрелковая дивизия (генерал-майор Миляев Л. М.)
  - 203-я стрелковая дивизия (генерал-майор Зданович Г. С.)
- 17-я зенитно-артиллерийская дивизия

#### 6-я гвардейская танковая армия
Командующий — генерал-полковник танковых войск Кравченко А. Г., начальник штаба — генерал-лейтенант танковых войск Штромберг А. И.
- 5-й гвардейский танковый корпус (генерал-лейтенант танковых войск Савельев М. И.)
- 9-й гвардейский механизированный корпус (генерал-лейтенант танковых войск Волков М. В.)
- 7-й механизированный корпус (генерал-лейтенант танковых войск Катков Ф. Г.)
- 36-я мотострелковая дивизия (полковник Кривохижин Г. И.)
- 57-я мотострелковая дивизия (полковник Закиров Н. З.)
- 30-я зенитно-артиллерийская дивизия

#### 12-я воздушная армия
Командующий — маршал авиации Худяков С. А., начальник штаба — генерал-майор авиации Козлов Д. С.
- 6-й бомбардировочный авиационный корпус[прим. 3] (генерал-майор авиации Скок И. П.)
  - 326-я бомбардировочная авиационная дивизия (полковник Лебедев В. С.)
  - 334-я бомбардировочная авиационная дивизия (полковник Белый Ф. Д.)
- 7-й бомбардировочный авиационный корпус (генерал-лейтенант авиации Ушаков В. А.)
  - 113-я бомбардировочная авиационная дивизия (полковник Финогенов М. С.)
  - 179-я бомбардировочная авиационная дивизия (генерал-майор авиации Дубошин А. М.)
- 30-я бомбардировочная авиационная дивизия (подполковник, с 30.08.45 г. полковник Сажин Н. И.)
  - 49-й бомбардировочный авиационный полк (Пе-2);
  - 456-й ближнебомбардировочный авиационный полк (Пе-2);
  - 457-й ближнебомбардировочный авиационный полк(Пе-2).
- 54-я бомбардировочная авиационная дивизия (генерал-майор авиации Щелкин В. А.)
  - 7-й гвардейский бомбардировочный Гатчинский Краснознаменный авиационный полк (Ли-2)
  - 29-й гвардейский бомбардировочный Красносельский авиационный полк (Ли-2)
  - 340-й бомбардировочный Бреславский авиационный полк (Ли-2)
- 247-я бомбардировочная авиационная дивизия
- 248-я штурмовая авиационная дивизия (полковник Савельев И. Б.)
- 316-я штурмовая авиационная дивизия (полковник Ерохин А. А.)
- 190-я истребительная авиационная дивизия
- 245-я истребительная авиационная дивизия (полковник Плещенко Г. П.)
- 246-я истребительная авиационная дивизия (полковникТуренко Е. Г.)
- 21-я гвардейская транспортная авиационная дивизия (полковник Горский И. М.)

#### Конно-механизированная группа
Командующий — генерал-полковник Плиев И. А., заместитель по монгольским войскам — генерал-лейтенант Ж. Лхагвасурэн.
- Советские соединения:
  - Управление 85-го стрелкового корпуса
  - 59-я кавалерийская дивизия (генерал-майор Коркуц Е. Л.)
  - 27-я мотострелковая бригада (подполковник Дорожинский И. С.)
  - 43-я танковая бригада (подполковник Иванушкин В. И.)
  - 25-я механизированная бригада (подполковник Попов В. Ф.)
  - 35-я истребительно-противотанковая артиллерийская бригада
  - 350-й истребительный авиационный полк[9]
  - 1914-й зенитно-артиллерийский полк
  - 1917-й зенитно-артиллерийский полк
  - 30-й мотоциклетный полк
- Монгольские соединения:
  - 5-я кавалерийская дивизия МНРА (полковник Ч. Доржпалам)
  - 6-я кавалерийская дивизия МНРА (полковник М. Цэдэндаш)
  - 7-я кавалерийская дивизия МНРА (полковник Б. Дорж)
  - 8-я кавалерийская дивизия МНРА (полковник М. Одсурэн)
  - 7-я мотоброневая бригада МНРА (полковник Д. Нянтайсурэн)
  - 3-й отдельный танковый полк МНРА (майор З. Дагвадорж)
  - 29-й артиллерийский полк МНРА (майор Ё. Турхуу)
  - Смешанная авиационная дивизия МНРА (генерал-майор М. Зайсанов)

#### Забайкальская армия ПВО
Командующий — генерал-майор артиллерии Рожков П. Ф.
- 92-я дивизия ПВО
- 93-я дивизия ПВО
- 94-я дивизия ПВО
- 297-я истребительная авиационная дивизия 
  - 401-й истребительный авиационный полк
  - 938-й истребительный авиационный полк
  - 939-й истребительный авиационный полк

#### Резерв фронта
- 3-й гвардейский механизированный корпус (генерал-лейтенант танковых войск Обухов В. Т.)
- 227-я стрелковая дивизия (полковник Петров С. З.)
- 317-я стрелковая дивизия (полковник Добровольский М. И.)
- 111-я танковая дивизия (полковник Сергеев И. И.)

## Военно-морские силы СССР на Дальнем Востоке
Главнокомандующий — Адмирал Флота Кузнецов Н. Г.

### Тихоокеанский флот
Командующий — адмирал Юмашев И. С., начальник штаба — вице-адмирал Фролов А. С.
- Северная тихоокеанская флотилия (командующий — вице-адмирал Андреев В. А.)
  - 1-я бригада торпедных катеров (капитан 2-го ранга Кухта Н. Ф.)
- Петропавловская Военно-морская база (капитан 1-го ранга Пономарёв Д. Г.)
- ВВС Тихоокеанского флота (командующий — генерал-лейтенант авиации Лемешко П. Н.)
  - 10-я бомбардировочная авиационная дивизия (полковник Коваленко С. А.)
  - 2-я минно-торпедная авиационная дивизия (генерал-майор авиации Сучков П. И.)
  - 15-я смешанная авиационная дивизия ВМФ (подполковник Михайлов М. П.)
  - 16-я смешанная авиационная дивизия ВМФ (ГСС подполковник Денисов К. Д.)
  - 12-я штурмовая авиационная дивизия (полковник Барташов М. В.)
- 13-я бригада морской пехоты (генерал-майор Трушин В. П.)
- 21-й корпус ПВО (генерал-майор артиллерии Душин А. З.)

### Краснознамённая Амурская военная флотилия
Командующий — контр-адмирал Антонов Н. В., начальник штаба — капитан 1-го ранга Гущин А. М.
- 1-я бригада речных кораблей (капитан 2-го ранга Кринов В. А.)
- 2-я бригада речных кораблей (капитан 1-го ранга Танкевич Л. Б.)
- 3-я бригада речных кораблей (капитан 2-го ранга Фадеев А. В.)
- Зее-Бурейская бригада речных кораблей (капитан 1-го ранга Воронков М. Г.)
- Сретенский отдельный дивизион речных кораблей
- Уссурийский отдельный отряд бронекатеров
- Ханкийский отдельный отряд бронекатеров
- 45-й отдельный истребительный авиационный полк[10]

## Пограничные войска
- Забайкальский пограничный округ[прим. 4] (генерал-майор Шишкарёв М. Н.)
- Хабаровский пограничный округ[прим. 5] (генерал-майор Никифоров А. А.)
- Приморский пограничный округ[прим. 6] (генерал-майор Зырянов П. И.)